# Potamogeton faxonii
Potamogeton faxonii là một loài thực vật có hoa trong họ Potamogetonaceae. Loài này được Morong miêu tả khoa học đầu tiên năm 1893.